# Elke Loewe
Elke Loewe (* 25. Februar 1940 in Celle) ist eine deutsche Schriftstellerin und Drehbuchautorin.

## Details
Die gelernte Fotografin ist spezialisiert auf Kriminalromane mit einem typisch niederdeutschen Einschlag ihrer Heimat im flachen Land zwischen Elbe und Weser am Deich von Rönne und Oste.
Sie ist aber auch die Autorin des einzigen Tatort in plattdeutscher Sprache (Watt Recht is, mutt Recht blieven, 1982) sowie der bekannten Figuren Piggeldy und Frederick, die sie mit Unterstützung ihres Ehemannes Dieter Loewe (1930–1998) in Szene setzte. Sie war als federführende Drehbuchautorin auch an von 1978 bis 1980 laufenden Serie Onkel Bräsig nach den Vorlagen von Fritz Reuter beteiligt. 
Sie lebt heute in Hüll an der Deutschen Krimistraße.

## Werke
Valerie Bloom in Augustenfleth
- Die Rosenbowle. rororo, Hamburg 2002, ISBN 3-499-23722-9.
- Herbstprinz. rororo, Hamburg 2003, ISBN 3-499-23396-7.
- Engelstrompete. rororo, Hamburg 2005, ISBN 3-499-23868-3.
- Schneekamelie. rororo, Hamburg 10/2007, ISBN 978-3-499-24527-5

Familie Marten
- Sturmflut. rororo, Hamburg 2005, ISBN 3-499-24099-8.
- Walfänger. rororo, Hamburg 9/2008, ISBN 978-3-499-24659-3.

- Jonni Hecht. Atelier im Bauernhaus, Hamburg 2000, ISBN 3-88132-311-2.
- Teufelsmoor. rororo, Hamburg 2002, ISBN 3-499-23259-6.
- Simon, der Ziegler. rororo, Hamburg 2004, ISBN 3-499-23516-1.
- Der Salzhändler. rororo, Hamburg 2005, ISBN 3-499-24028-9.
- Geheimnis Ebbe und Flut. Geschichten vom Wasser, das kommt und geht. Atelier im Bauernhaus, Hamburg 2005, ISBN 3-88132-312-0.
- Die Wildblumensammlerin Rowohlt, Hamburg 2021, ISBN 978-3-498-00234-3.